# Josef Marxer (Politiker)
Josef Marxer (* 29. November 1889 in Gamprin, Liechtenstein; † 21. Januar 1972 ebenda) war ein liechtensteinischer Landwirt und Politiker (VP, später VU).

## Biografie
Josef Marxer war der Sohn des Landwirts Anton Marxer und dessen Frau Maria (geborene Hasler). Er war Bürger der Gemeinde Gamprin und arbeitete als Landwirt. Von 1924 bis 1936 war er für die Mitglied des Gemeinderates seiner Heimatgemeinde und bekleidete danach von 1936 bis 1945 das Amt des Gemeindevorstehers. Von 1945 bis 1953 war er Abgeordneter im Landtag des Fürstentums Liechtenstein. Des Weiteren war er von 1930 bis 1939 Mitglied des Obersten Gerichtshofs.
Am 18. August 1913 ging Marxer die Ehe mit Fridolina Mündle (* 9. Mai 1889, † 8. März 1969) ein und wurde Vater von zehn Kindern.